# La Victoria, Spanien
La Victoria är en ort i Spanien.   Den ligger i provinsen Province of Córdoba och regionen Andalusien, i den södra delen av landet, 300 km söder om huvudstaden Madrid. La Victoria ligger 267 meter över havet och antalet invånare är 1 841.
Terrängen runt La Victoria är platt. Runt La Victoria är det ganska glesbefolkat, med 38 invånare per kvadratkilometer. Närmaste större samhälle är La Carlota, 7,0 km väster om La Victoria. Trakten runt La Victoria består till största delen av jordbruksmark.